# Biblioteka Narodowa Gujany
Biblioteka Narodowa Gujany (ang. National Library of Guyana) – biblioteka zbudowana w 1906 roku w Georgetown jako jedna z Carnegie libraries.

## Historia
Na przełomie XIX i XX wieku filantrop Andrew Carnegie postanowił przekazać pieniądze na budowę bibliotek publicznych. Powstawały one głównie w Stanach Zjednoczonych Ameryki i Wielkiej Brytanii. Prośbę o wsparcie wysyłały również kolonie. W 1907 roku na budowę biblioteki fundacja Carnegie przyznała 7000 funtów. Początkowo nosiła ona nazwę Carnegie Free Library, potem zmieniono ją na Georgetown Public Free Library. Biblioteka została otwarta we wrześniu 1909 roku. Początkowo nie było wolnego dostępu do zbiorów. Czytelnicy zamawiali książki na podstawie wydrukowanej listy książek. Wolny dostęp został wprowadzony dopiero w 1940 roku. W 1933 roku rozbudowano budynek, umieszczając na piętrze Muzeum Gujany Brytyjskiej. Prace sfinansowała Carnegie Corporation z Nowego Jorku. Muzeum zostało otwarte w 1935 roku i mieściło się w tej lokalizacji do 1951 roku. W 1950 roku na mocy ustawy powstała sieć biblioteczna z oddziałami w New Amsterdam (1953) i Mackenzie (1955). Obecnie bibliotece podlega jeszcze pięć oddziałów: w New Amsterdam, Linden, Ruimveldt, Bagotville i Corriverton, 20 centrów bibliotecznych na wsi i biblioteki w 4 więzieniach. W 1970 roku powstała pierwsza biblioteka mobilna, która dostarczała książki do: Tucville, Peter’s Hall, Houston, Agricola, Providence i Soesdyke. Kolejna powstała w 1976 roku. W 1972 roku na mocy ustawy dotychczasowa biblioteka publiczna została mianowana Biblioteką Narodową i otrzymała prawo do egzemplarza obowiązkowego wszystkich materiałów drukowanych i publikowanych w Gujanie. W 2019 Georgetown Ratary Club podarował bibliotece kolejną bibliotekę mobilną. W samochodzie, który będzie obsługiwał wschodnie wybrzeże Demerary umieszczono zbiór liczący 3000 książek oraz bezprzewodowe drukarki i laptopy.

## Zbiory
W 1909 roku zbiory liczyły 57 000 woluminów, a w 2007 roku w bibliotece centralnej było 397 893 woluminów.

### Biblioteka Royal Agricultural and Commercial Society (RA&CS)
Towarzystwo RA&CS powstało w Georgetown w 1844 roku. Od początku gromadziło i udostępniało książki dla swoich członków. W II połowie XIX wieku biblioteka liczyła 30 000 woluminów. Powstanie Biblioteki publicznej w 1909 roku groziło upadkiem działalności biblioteki i Towarzystwa, z którego odeszło około 300 członków. Zbiory biblioteki w 1975 roku zostały włączone do Biblioteki Narodowej, a dublety przekazano do Biblioteki Uniwersytetu w Gujanie. Kolekcja zawiera wiele rzadkich i ważnych dzieł historycznych dotyczących Gujany i Indii Zachodnich. W zbiorach znalazły się dawne książki historyczne Towarzystwa i czasopisma Timehri, oficjalne pismo Towarzystwa.

### Biblioteka zabawek
W 1981 roku została w Bibliotece Narodowej otwarta Biblioteka zabawek. Z powodu zniszczenia zgromadzonych zbiorów zamknięto ją w 1986 roku. Uruchomiono ja ponownie dzięki darowiźnie Rotary Club w Georgetown, Scotiabank, i innych sponsorów. Od tego czasu członkowie Rotary systematycznie uzupełniają zbiory z których korzysta w każdym tygodniu około 100 dzieci w wieku 3–14 lat

## Digital Tent Guyana
W 2016 roku w ramach obchodów 50 rocznicy odzyskania niepodległości pod patronatem Biblioteki Narodowej została uruchomiona strona internetowa Digital Tent Guyana. Jej zadaniem jest udostępnianie czytelnikom na świecie materiałów dotyczących Gujany. Stronę i materiały przygotowali studenci Uniwersytetu Ohio pod nadzorem profesora Viberta C. Cambridge.